# Tu día
Tu día es un programa de televisión chileno de tipo magacín matinal, emitido por Canal 13 desde el 15 de noviembre de 2021. Fue creado para suceder al programa Bienvenidos, perteneciente al mismo bloque. 
En sus inicios, fue conducido por Ángeles Araya y Mirna Schindler más un grupo de panelistas. En 2022, se anunció el despido de Schindler y la salida de Araya del programa, asumiendo los periodistas José Luis Repenning y Priscilla Vargas.

## Presentadores
| Año  | Presentadores oficiales                |
| ---- | -------------------------------------- |
| 2021 | Ángeles Araya y Mirna Schindler        |
| 2022 | José Luis Repenning y Priscilla Vargas |
| 2023 | José Luis Repenning y Priscilla Vargas |
| 2024 | José Luis Repenning y Priscilla Vargas |
| 2025 | José Luis Repenning y Priscilla Vargas |

## Equipo

### Conducción
- José Luis Repenning
- Priscilla Vargas

### Panelistas
- Emilio Sutherland
- Francesco Gazzella
- Bernardita Cruz
- Sebastián Ugarte
- Libardo Buitrago
- Cristóbal García-Huidobro

### Periodistas
- Gabriel Alegría
- Ana María Silva
- Cristián Acuña
- Rodrigo Pérez
- Rous Rauld
- Dayanne Salazar
- Francisco Velasco

### Producción
- Pamela Díaz (Productora ejecutiva)
- Andrés Canales (Producción general)
- Diego Andrade
- Rodrigo Pizarro
- Gerson Del Río
- Mauricio Huentenao
- Locución en Off:
- Christian Gordon (diciembre del 2022 - act)
- Marcelo González Liapiz (Suplente)

### Panelistas anteriores
- Ángeles Araya (noviembre de 2021-octubre de 2022)
- Mirna Schindler (noviembre de 2021-septiembre de 2022)
- Mauricio Jürgensen (15 de noviembre de 2021-18 de abril de 2022)